# Hercule de La Grené
Pour les articles homonymes, voir La Grené.
Hercule de La Grené est un maître à danser né en Artois en 1597 et mort à Bruxelles le 7 septembre 1682.

## Biographie
Arrivé à Bruxelles en 1604 avec son père Adam, maître à danser, Hercule y épouse le 8 février 1625 Madeleine Bertrangle. Huit mois plus tard naît Adam-Pierre, bientôt suivi de huit autres enfants, nés entre 1627 et 1637.
Hercule devient maître de danse de l'infante Isabelle, comme successeur de Hans Vermeulen. En 1630, il fait partie de l'association de musiciens fondée par son père Adam et, le 29 octobre 1635, il est lui-même à l'origine d'une nouvelle association convenue entre Noël Le Febure, Charles de La Grené, Pierre Volckart, Nicolas Pertousa, Danckaert et Philippe Van Wichel, Pierre de Haze, Ghysbrecht Bourbon et Charles Vryermoet. Deux ans plus tard, il y inscrit son fils Adam-Pierre, alors âgé de douze ans.
Bien qu'aucun document ne le confirme, on peut supposer qu'Hercule de La Grené prend une part active dans le Ballet du monde que le chorégraphe italien Balbi vient régler à Bruxelles en 1650 : peut-être enseigne-t-il leurs rôles aux personnalités qui y participent.
Il continue à faire partie du personnel de la cour jusqu'à sa mort, survenue en 1682.